# Cinnamomum ovalifolium
Cinnamomum ovalifolium är en lagerväxtart som beskrevs av Robert Wight. Cinnamomum ovalifolium ingår i släktet Cinnamomum och familjen lagerväxter. Inga underarter finns listade i Catalogue of Life.